# Leptaulax koreanus
Leptaulax koreanus là một loài bọ cánh cứng trong họ Passalidae. Loài này được Nomura, Kon, Johki & Lee miêu tả khoa học năm 1993.